# Stiroma affinis
Stiroma affinis är en insektsart som beskrevs av Franz Xaver Fieber 1866. Stiroma affinis ingår i släktet Stiroma och familjen sporrstritar. Arten är reproducerande i Sverige. Inga underarter finns listade i Catalogue of Life.